# Хокинг (фильм)
Хокинг (англ. Hawking) — британский драматический фильм телеканала BBC о ранней карьере физика Стивена Хокинга в Кембриджском университете.
Картина была номинирована на премию British Academy Television Awards в категории «Лучший драматический фильм» в 2005 году; Бенедикт Камбэрбэтч получил «Золотую нимфу» фестиваля в Монте-Карло как «Лучший актёр», а также был номинирован на телевизионную премию BAFTA за лучшую мужскую роль.
Бенедикт Камбербэтч стал первым актёром, воплотившим роль Хокинга на экране.

## Сюжет
Фильм рассказывает о ранних годах жизни Стивена Хокинга, его работе в Кембриджском университете и борьбе с боковым амиотрофическим склерозом.

## В ролях
| Актёр               | Роль           |
| ------------------- | -------------- |
| Бенедикт Камбербэтч | Стивен Хокинг  |
| Майкл Брэндон       | Арно Пензиас   |
| Том Ходжкинс        | Роберт Уилсон  |
| Лиза Диллон         | Джейн Уайлд    |
| Феба Николлс        | Изабель Хокинг |
| Адам Годли          | Фрэнк Хокинг   |
| Питер Фёрт          | Фред Хойл      |
| Том Уард            | Роджер Пенроуз |
| Джон Сешнс          | Деннис Сиама   |